# Rada Ochrony Pamięci Walk i Męczeństwa

Logo Rady Ochrony Pamięci Walk i Męczeństwa

Rada Ochrony Pamięci Walk i Męczeństwa – dawna polska organizacja państwowa zajmująca się kultywowaniem pamięci walki i męczeństwa narodu polskiego, a także innymi miejscami martyrologii na ziemiach polskich. Na mocy ustawy z 29 kwietnia 2016 r. o zmianie ustawy o Instytucie Pamięci Narodowej – Komisji Ścigania Zbrodni przeciwko Narodowi Polskiemu oraz niektórych innych ustaw została zlikwidowana, jej zadania przejął częściowo Instytut Pamięci Narodowej.

## Historia
Została utworzona na mocy ustawy sejmowej z 2 lipca 1947 pod nazwą „Rada Ochrony Pomników Męczeństwa”. Podlegała ówczesnemu Ministerstwu Kultury i Sztuki.
Od 28 stycznia 1988 działała przy Prezesie Rady Ministrów pod nazwą „Rada Ochrony Pamięci Walk i Męczeństwa” bezpośrednio podlegając ministrowi właściwemu do spraw kultury i dziedzictwa narodowego. Jej działalność była od samego początku finansowana z budżetu państwa. Członków Rady na 4-letnią kadencję powoływał Prezes Rady Ministrów.
1 sierpnia 2016 Rada została zniesiona, a jej kompetencje przejęło Ministerstwo Kultury i Dziedzictwa Narodowego oraz Instytut Pamięci Narodowej. Od 20 grudnia 2017 za upamiętnienie i uhonorowanie osób zasłużonych dla Narodu Polskiego w dziele pielęgnowania pamięci lub niesienia pomocy osobom narodowości polskiej lub obywatelom polskim innych narodowości będącym ofiarami zbrodni przeciwko pokojowi, ludzkości lub zbrodni wojennych w latach 1917–1990 odpowiada Instytut Solidarności i Męstwa imienia Witolda Pileckiego.

## Zadania Rady
Do zadań Rady należało:
- sprawowanie opieki nad miejscami walk i męczeństwa oraz trwałe upamiętnianie związanych z tymi miejscami faktów, wydarzeń i postaci
- inspirowanie oraz współdziałanie w organizowaniu obchodów, uroczystości, przedsięwzięć wydawniczych i wystawienniczych, a także popularyzowanie – za pomocą środków masowego przekazywania – miejsc, wydarzeń i postaci historycznych związanych z walkami i męczeństwem
- ocenianie stanu opieki nad miejscami i trwałymi obiektami pamięci narodowej, a w szczególności nad pomnikami, cmentarzami i mogiłami wojennymi oraz walk narodowowyzwoleńczych, cmentarzami ofiar hitlerowskiego terroru, muzeami walk i martyrologii, a także izbami pamięci narodowej
- sprawowanie funkcji opiniodawczej i opiekuńczej wobec muzeów walk i męczeństwa, a w szczególności: w Auschwitz-Birkenau, na Majdanku, w Stutthofie, w Łambinowicach, w Żabikowie, Rogoźnicy, w Treblince i Radogoszczu
- opiniowanie pod względem historycznym i artystycznym wniosków o trwałe upamiętnienie miejsc wydarzeń historycznych, a także wybitnych postaci związanych z dziejami walk i męczeństwa
- współdziałanie – w szczególności ze środowiskami i organizacjami polonijnymi – w sprawowaniu opieki nad miejscami walk i męczeństwa Narodu Polskiego za granicą

Do końca istnienia PRL Rada zajmowała się głównie walką i męczeństwem Polaków w czasie II wojny światowej. Patronowała wydawanej przez Wydawnictwo Interpress serii książek „Polacy na frontach II wojny światowej”. Następnie rozszerzyła swoją działalność na miejsca pamięci, pochówki, cmentarze i inne polskie miejsca martyrologii pozostałe od czasów wojny za wschodnią granicą. W sposób szczególny Rada opiekowała się cmentarzami oficerów polskich w Katyniu, Miednoje, Charkowie, Bykowni. Rada doprowadziła także do odbudowy Cmentarza Obrońców Lwowa i innych cmentarzy żołnierzy i powstańców polskich z walk i wojen XIX i XX w.

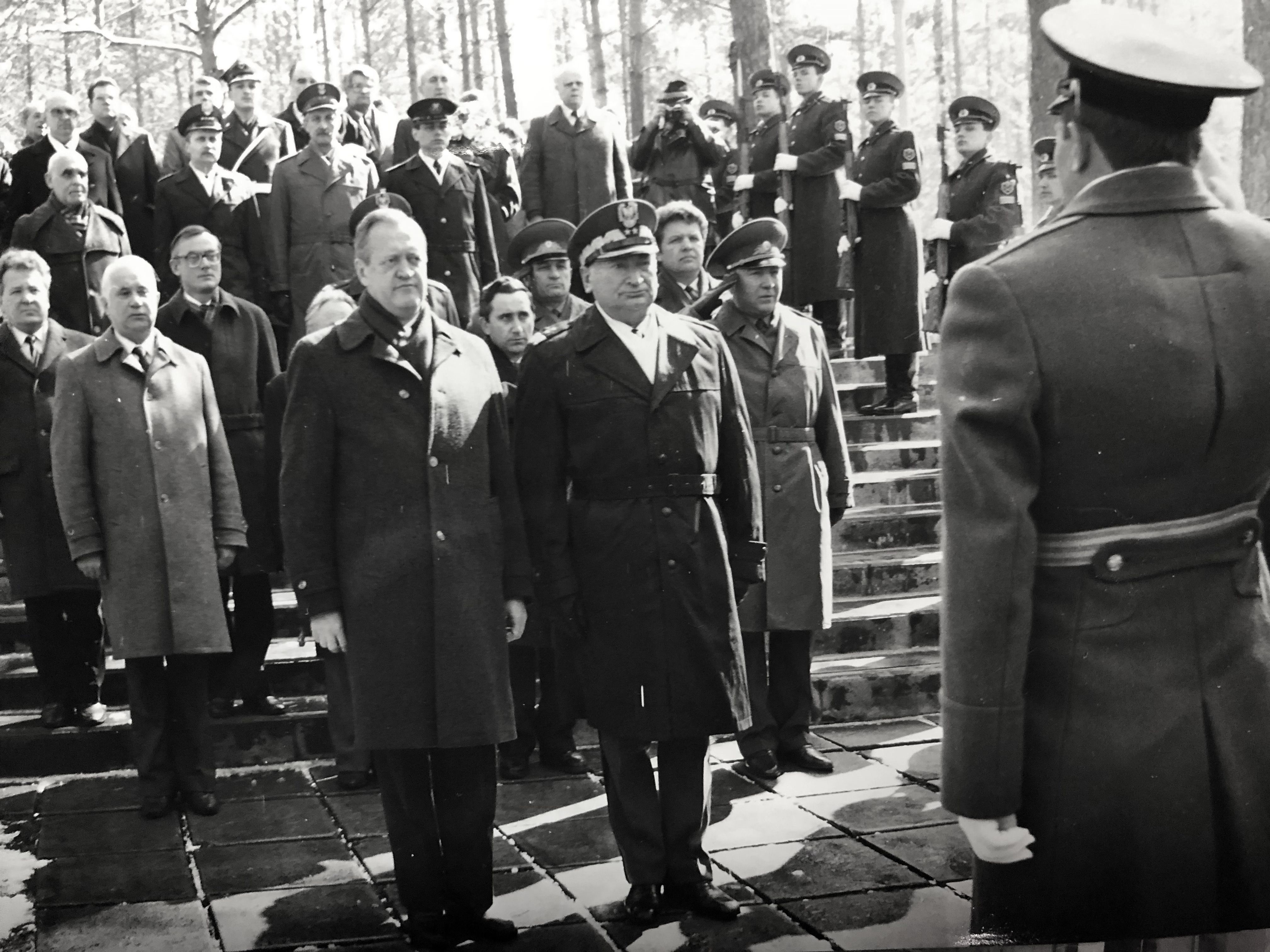
Uroczystość pobrania przez delegację rządową i rodzin ofiar zbrodni katyńskiej ziemi z mogił katyńskich, 5 kwietnia 1989, w środku przewodniczący Rady Ochrony Pamięci Walk i Męczeństwa gen. dyw. pil. Roman Paszkowski.

Radę obsługiwało Biuro Rady, kierowane przez etatowego sekretarza. W latach 2010–2016 funkcję tę pełnił Andrzej Krzysztof Kunert.

## Przewodniczący Rady
- 1947–1953 – Zygmunt Balicki (wiceminister komunikacji)
- 1954–1960 – Kazimierz Banach (wiceprezes NK ZSL, członek Rady Państwa)
- 1960–1981 – Janusz Wieczorek (szef Urzędu Rady Ministrów)
- 1982–1983 – Stanisław Marcinkowski (sekretarz stanu w Urzędzie Rady Ministrów)
- 1984–1985 – gen. dyw. Wacław Jagas (zastępca Głównego Inspektora Obrony Terytorialnej)
- 1985–1990 – gen. broni. pil. Roman Paszkowski (były dowódca Wojsk OPK)
- 1990–2000 – Stanisław Broniewski (były Naczelnik „Szarych Szeregów”)
- 2001–2015 – Władysław Bartoszewski (Pełnomocnik Prezesa Rady Ministrów ds. Dialogu Międzynarodowego, Sekretarz Stanu w Kancelarii Prezesa Rady Ministrów)
- styczeń – marzec 2016 – Anna Maria Anders (Pełnomocnik Prezesa Rady Ministrów ds. Dialogu Międzynarodowego, Sekretarz Stanu w Kancelarii Prezesa Rady Ministrów)[9]; zrezygnowała w marcu 2016[10]

## Wiceprzewodniczący Rady
- 1968–1972 – gen. bryg. Edward Szpitel
- do 1988 – Ludwik Ochocki
- 1971-1984 - Kazimierz Rusinek
- 1972–1990 – gen. dyw. Zygmunt Huszcza
- 1972–1988 – Stanisław Kujda
- 1972–1989 – gen. bryg. Albin Żyto
- 1985–1990 – gen. dyw. Czesław Czubryt-Borkowski
- 1988–1990 – Krystyna Marszałek-Młyńczyk
- 1988–1990 – prof. Anna Przecławska
- 1988–1990 – Czesław Przewoźnik
- 1989–1990 – gen. bryg. Zdzisław Rozbicki
- 2009–2016 – Teresa Hernik

## Sekretarze Generalni Rady
- 1949–1954 – Marian Kryński (dyrektor gabinetu Ministra Kultury i Sztuki)
- 1954–1960 – prof. Ludwik Rajewski
- 1960–1976 – Józef Pietrusiński (dyrektor w Urzędzie Rady Ministrów)
- 1980–1985 – gen. dyw. Czesław Czubryt-Borkowski (były szef Wojsk OPL MON)
- 1985–1989 – prof. Bohdan Rymaszewski
- 1989–1990 – gen. bryg. dr Mieczysław Cygan (były wojewoda gdański)
- 1990–1992 – Wiesław Jan Wysocki
- 1992–2010 – Andrzej Przewoźnik
- 2010–2016 – Andrzej Kunert

## Członkowie Rady ostatniej kadencji
- Jacek Salij – 1992–2016
- Andrzej Kamiński – 2001–2016
- Teresa Hernik – 2005–2016
- Krzysztof Münnich – 2005–2016
- Olga Krzyżanowska – 2005–2016
- Jan Sziling – 2005–2016
- Eleonora Bergman – 2009–2016
- Edmund Dmitrów – 2009–2016
- Bolesław Hozakowski – 200–2016
- Piotr Cywiński – 2010–2016
- Józef Guzdek – 2011–2016
- Jan Stanisław Ciechanowski – 2013–2016
- Sławomir Frątczak – 2013–2016
- Wiesław Grudziński – 2013–2016
- Łukasz Kamiński – 2013–2016
- Krzysztof Komorowski – 2013–2016
- Stanisław Nicieja – w latach 1997–2004 i 2013–2016
- Tomasz Szarota – 2013–2016
- Waldemar Strzałkowski – 2013–2016
- Jan Śpiewak – 2013–2016
- Leszek Żukowski – 2013–2016
- Dariusz Stola – 2014–2016
- Magdalena Gawin – 22 grudnia 2015 – 1 sierpnia 2016
- Robert Kostro – 22 grudnia 2015 – 1 sierpnia 2016
- Jan Ołdakowski – 22 grudnia 2015 – 1 sierpnia 2016
- Adolf Juzwenko – 18 stycznia 2016 – 1 sierpnia 2016

## Odznaczenia
8 kwietnia 2008 Rada Polskiej Fundacji Katyńskiej nadała Radzie Medal Dnia Pamięci Ofiar Zbrodni Katyńskiej, lecz nie został on przyjęty przez ROPWiM.